# Democracia cristã
Democracia cristã é uma ideologia política baseada na interseção da fé cristã com um modelo de governança democrática voltado à promoção do estado de bem-estar social numa economia mista. É uma abordagem política que busca trazer princípios e valores vistos por cristãos como intrínsecos ao cristianismo como, por exemplo, solidariedade, personalismo e humanismo para o contexto político. É democrática na medida em que, desde a sua origem, aderiu aos ideais da democracia pluralista ocidental e é cristã porque representa a defesa e aplicação dos valores cristãos na vida política nacional e internacional. Tal como os outros grandes movimentos políticos, as prioridades e políticas postas em prática por políticos e partidos democratas-cristãos podem variar consideravelmente em diferentes países e em diferentes épocas.89
A origem da democracia cristã remonta do século XIX, na Europa, como resposta à crescente urbanização e à emergência do socialismo no continente. Nesse contexto, líderes cristãos se uniram com objetivo de desenvolver uma alternativa ao capitalismo laissez-faire e ao socialismo.
A democracia cristã foi radicada na Doutrina Social da Igreja, bem como na neoescolástica e na tradição calvinista. Posteriormente, ganhou popularidade com luteranos e pentecostais, entre outras tradições dominantes do cristianismo ao redor do mundo. Os primeiros partidos democratas-cristãos foram fundados por influência católica na Alemanha, na Áustria, na Bélgica e na Suíça. Posteriormente, surgiram partidos em países historicamente protestantes, como nos Países Baixos e Suécia. 
Ao longo da história, democratas-cristãos rejeitaram o liberalismo econômico e o individualismo e apoiaram o intervencionismo econômico ao mesmo tempo que defenderam o direito à propriedade privada contra intervenção estatal excessiva. Sendo assim, a democracia cristã tem sido historicamente considerada de centro-esquerda em questões econômicas e laborais, remetendo à social-democracia, e de centro-direita em questões sociais e morais, remetendo ao conservadorismo.
Os partidos democratas-cristãos agrupam-se na Internacional Democrata Cristã (IDC), também chamada de Internacional Democrata Centrista (IDC), a segunda maior organização política internacional, dividida em grupos regionais. Os partidos democratas-cristãos da Europa agrupam-se no Partido Popular Europeu, o grupo regional europeu da IDC e, atualmente, maior grupo político no Parlamento Europeu. Os partidos democratas-cristãos das Américas agrupam-se na Organização Democrata Cristã da América (ODCA), também um grupo regional da IDC. 
Exemplos de partidos historicamente ligados à democracia cristã incluem a União Democrata-Cristã da Alemanha, o Partido Popular Austríaco da Áustria, o Fine Gael da Irlanda, o Partido Popular da Espanha, o Partido Democrata-Cristão da Suíça, o Apelo Democrata-Cristão dos Países Baixos, o Partido Democrata Cristão do Chile, o Centro Democrático Social - Partido Popular de Portugal, o Democracia Cristã do Brasil. O português Partido Social Democrata e o brasileiro Partido da Social Democracia Brasileira também contam com correntes democratas-cristãs. Grandes líderes da democracia cristã incluem Konrad Adenauer e Helmut Kohl (Alemanha), Alcide De Gasperi, Aldo Moro e Giulio Andreotti (Itália), Adolfo Suárez (Espanha), Éamon de Valera (Irlanda), Franco Montoro e José Maria Eymael (Brasil), Francisco Sá Carneiro e Diogo Freitas do Amaral (Portugal), entre outros. 

## Visão geral dos pontos de vista
Democratas-cristãos tendem a ser socialmente conservadores e a ter uma postura cética em relação ao direito ao aborto e o casamento homoafetivo, embora alguns aceitem a legalização limitada de ambos. Eles defendem a ética de vida consistente no diz respeito à pena de morte ou ao suicídio assistido. Muitos também defendem a proibição de drogas.
As opiniões dos democratas-cristãos incluem valores morais tradicionais, oposição à secularização, oposição ao ateísmo estatal, uma visão do desenvolvimento evolutivo (em oposição ao revolucionário) da sociedade, uma ênfase na lei na ordem e uma rejeição do comunismo. Eles estão abertos a mudanças e não necessariamente apoiam o status quo social, enfatizando os direitos humanos e a iniciativa individual. Os democratas-cristãos defendem que vários setores da sociedade (como a educação, a família, a economia, o Estado) devem ter autonomia e responsabilidade sobre si.
Democratas-cristãos enfatizam a comunidade, a justiça social e a solidariedade, juntamente com o apoio ao Estado de bem-estar social, aos sindicatos e à regulação das forças do mercado. A maioria dos democratas-cristãos europeus rejeita a luta de classes e prefere a codeterminação, enquanto os democratas-cristãos estadunidenses optam pela defesa do distributismo, da democracia no local de trabalho e da autogestão.
O Estado de bem-estar cristão visa apoiar famílias e depende frequentemente de instituições intermediárias para prestar serviços sociais, muitas vezes com apoio do Estado.
Democratas-cristãos apoiam o princípio de administração, que defende a ideia de que os humanos devem salvaguardar o planeta para as futuras gerações de vida. Eles também tendem a ter uma visão conciliadora em relação à imigração.

## Democracia cristã em Portugal
Atualmente, o único partido português com representação parlamentar originado com base na democracia cristã é o Centro Democrático Social - Partido Popular (CDS-PP). O CDS-PP foi fundado em 1974, logo após a Revolução dos Cravos, sob a liderança de um destacado democrata-cristão, Diogo Freitas do Amaral. Com ele estava Adelino Amaro da Costa, cofundador do referido CDS-PP, e ex-Ministro da Defesa, que foi também um político democrata-cristão proeminente. Graças à ação conjunta de Freitas do Amaral e de Amaro da Costa, o CDS-PP, durante a década de 1970, obteve os seus resultados eleitorais mais expressivos, ganhando destaque no cenário político português. Assim como o CDS-PP, seu aliado na conservadora liberal Aliança Democrática, o Partido Social Democrata (PSD), também conta com uma pequena ala democrata-cristã.
Contudo, diferente do PSD, o CDS-PP não é membro da Internacional Democrata Centrista, que reúne os partidos democratas-cristãos e os partidos de ideologia de centro à centro-direita. Atualmente, o CDS-PP é só membro do Partido Popular Europeu e da União Democrata Internacional.
Mais intransigentemente democrata-cristão, o Partido da Democracia Cristã (PDC) existiu desde 1974, tendo contudo sido ilegalizado, pelo Movimento das Forças Armadas, durante o período do chamado Processo Revolucionário em Curso (PREC), na sequência do golpe de 11 de Março de 1975. Ainda reapareceu na cena política portuguesa, após o golpe de 25 de Novembro de 1975, mas foi extinto em 2004. Uma das principais figuras do PDC foi Sanches Osório.
Nas eleições legislativas de 2005, o CDS-PP obteve apenas 12 cadeiras na Assembleia da República (AR). Nas eleições legislativas de 2009, o CDS-PP conquistou 21 deputados, conseguindo assim uma grande subida e tornando-se na terceira força política na AR (o número total de deputados na AR é de 230). Nas eleições legislativas de 2011, o partido subiu o seu número de deputados de 21 para 24, acabando, posteriormente, por formar governo com o PSD.
Na sequência da despenalização do aborto em Portugal em 2008, surgiu o Partido Cidadania e Democracia Cristã, aprovado pelo Tribunal Constitucional a 1 de julho de 2009 (sob o nome de Portugal pró Vida), que defende os princípios da democracia cristã e da Doutrina Social da Igreja.

## Democracia cristã no Brasil
No Brasil, o representante mais destacado da democracia cristã foi o ex-governador de São Paulo, André Franco Montoro. A democracia cristã no Brasil enfrenta o problema de não ter uma legenda grande e única para promover suas ideias, ao contrário disso, o movimento democrata-cristão encontra-se diluído em diversos partidos geralmente mais alinhados ao moralismo do que a um preceito ideológico fundamentado. O Partido da Social Democracia Brasileira, partido fundado, entre outros, por Franco Montoro, reconhece a democracia cristã como uma de suas linhas, conforme expresso em seu documento de fundação. Além disso, o partido é membro da IDC e observador na ODCA.
Em termos de partidos abertamente democratas-cristãos, há o Democracia Cristã, oriundo de uma antiga facção do Partido Democrata Cristão que não aceitou a fusão com o Partido Democrático Social. Outro partido que tinha fortíssima influência democrata-cristã em sua fundação era o extinto Partido Humanista da Solidariedade. O também extinto Partido Social Cristão chegou a se descrever como democrata-cristão.